# Lotte in Weimar (Film)
Lotte in Weimar ist eine deutsche Literaturverfilmung der DEFA von Egon Günther aus dem Jahr 1975. Sie beruht auf dem gleichnamigen Roman von Thomas Mann.

## Handlung
Hofrätin Charlotte Kestner reist im September 1816 mit ihrer Tochter nach Weimar, um Verwandte zu besuchen. Im Gasthaus Zum Elephanten wird sie vom literaturbegeisterten Kellner Mager überschwänglich begrüßt und umsorgt, denn seit Jahren gilt die Hofrätin als das Urbild der Lotte in Die Leiden des jungen Werthers, dem erfolgreichen Roman von Goethe. Mager trägt die Kunde von „Lottes“ Ankunft in die Stadt und bald versammeln sich nicht nur Dutzende Schaulustige vor dem Gasthaus und verhindern, dass Lotte ihre Verwandten aufsuchen kann. Auch verschiedene Personen wünschen, persönlich zu Lotte vorgelassen zu werden. Aber sie ruht sich erst einmal aus. Im Laufe der Zeit erinnert sie sich immer wieder an Episoden mit Goethe und ihrem Verlobten Kestner, wobei sich in vielen Fällen die Wirklichkeit mit der von Goethe beschriebenen Szenerie im Werthers vermischt, was sie ärgerlich zu Kenntnis nimmt.
Besucher wünschen empfangen zu werden: Zunächst erscheint eine Zeichnerin, die Lotte eher dilettantisch malt. Eigentlich will Lotte gehen, doch kündigt sich Dr. Riemer, der langjährige Lehrer von Goethes Sohn August an. Riemer bleibt lange und beklagt die Undankbarkeit des Genies Goethe, der nach all den Jahren nicht daran gedacht hat, ihm einen Lehrposten an der Universität zu verschaffen. Es folgt ein Besuch von Adele Schopenhauer, die den Rat Lottes sucht. Sie schildert ihr die komplizierte Beziehung von Ottilie von Pogwisch zu Goethes trinkfreudigem Sohn August und ihre heimliche Liebe zu einem Soldaten, den sie verletzt vor Napoleonischen Truppen gerettet hatten. Es folgt der Besuch Augusts selbst, der schließlich am nächsten Tag seinem Vater von Lottes Anwesenheit berichtet. Der reagiert verstimmt und fühlt sich verpflichtet, Lotte zu einem Essen zu empfangen.
Lotte trifft denn auch bei Goethe ein, der zahlreiche Gäste zu diesem Essen eingeladen hat. Lotte fühlt sich außerhalb der Gruppe, ist außerstande, die Heiterkeit auf Bemerkungen Goethes zu begreifen und sich selbst wie alle anderen geistreich in die Konversation bei Tisch einzubringen. Der Abschied Goethes von allen Anwesenden fällt kurz und knapp aus.
Lotte bleibt einige Wochen in Weimar. In dieser Zeit hört sie nur noch ein weiteres Mal von Goethe, der ihr seinen Theaterplatz anbietet und auch seine Kutsche. Sie nimmt das Angebot an. Auf dem Rückweg vom Theater, in Goethes Kutsche, stellt sie sich Goethe neben sich vor, der sich unter anderem über ihr Alter und ihre deplatzierte Aufmachung im Stil der jungen Lotte beim abendlichen Dinner mokiert. Sie bricht in Tränen aus. Am Gasthaus angekommen öffnet Kellner Mager ihr die Kutsche und gerät in Verzücken darüber, der Wertherschen Lotte aus Goethes Kutsche helfen zu dürfen.

## Produktion
Vom 28. bis 30. Oktober 1974 wurden Szenen des Films Lotte in Weimar im Hotel Elephant in Weimar gedreht – in dieser Zeit war der Hotel-Betrieb unterbrochen. Der Film entstand ansonsten im Atelier in Babelsberg. Es war die einzige DEFA-Verfilmung eines Werks von Thomas Mann. Dramaturg Walter Janka war mit der Familie Mann, die sich unter anderem während seiner Haftzeit in der DDR für ihn eingesetzt hatte, bekannt und hatte der DEFA die Rechte an der Verfilmung des Werkes gesichert. Besondere internationale Aufmerksamkeit erhielt der Film durch die Mitwirkung des damaligen Weltstars Lilli Palmer. Der Film erlebte am 6. Juni 1975 im Berliner Kino International seine Premiere.

## Kritik
Die zeitgenössische Kritik hob das Spiel von Lilli Palmer hervor: „Die Palmer hat jeden Satz, jede Szene, jede kleine und kleinste Nuance, jeden winzigen Einschub, jeden Nebengedanken und Nebensatz aufs gründlichste durchforscht und durchmessen, durchdacht, gewendet, durchleuchtet und geprüft auf seine Gediegenheit und wie man ihn spielen könnte. Sie bewegt ihn am Ende leicht und mit Grazie. Ihr Spiel ist gescheit, voll Anmut und Noblesse. Sie spielt Lotte, diese Erscheinung aus Dichtung und Legende, mit Charme und subtiler Sensibilität. Sie versteckt das Alter der Charlotte keine Sekunde lang. Und keine Sekunde lang ist sie ohne Reiz. Man kann sich die Lotte nachher von keiner anderen gespielt denken.“
Das Lexikon des internationalen Films nannte Lotte in Weimar eine „bemühte, aber vom geistvollen Charme der Vorlage weit entfernte Verfilmung des Goethe-Romans von Thomas Mann“. In seiner neuen Auflage bezeichnete das LdiF den Film als „ironische, den geistvollen Charme der Vorlage geschickt ins Medium Film transponierende Adaptation des Mannschen Goethe-Romans […] Herausragend neben Gaststar Lilli Palmer der DEFA-Regisseur Martin Hellberg als saturierter Goethe und Jutta Hoffmann als nervöse Adele Schopenhauer.“
Cinema schrieb: „Die Palmer (1914–1986) glänzt, dennoch gelingt es dem DEFA-Film nicht, den kühlen Charme von Thomas Manns 1939 erschienenem Roman einzufangen. Fazit: Lillis Esprit kann den Film nicht retten“.

## Auszeichnungen
Auf den Internationalen Filmfestspielen von Cannes 1975 lief Lotte in Weimar im Wettbewerb um die Goldene Palme.